# نادية مارسينكو
ناديا مارسينكو، المعروفة أيضًا باسم نادا مارسينكوفا (بالسلوفاكية: Naďa Marcinková)‏ (مواليد 1986)، هي طيارة ومعلمة طيران من مواليد سلوفاكيا والمديرة التنفيذية لشركة أفيللوب، وهو موقع ويب للطيران. وهي معروفة بكونها متآمرة مع الممول والمذنب الجنسي جيفري إبستين، وكذلك غيسلين ماكسويل.

## سيرتها
في مصادر متعددة، تشير مارسينكو نفسها إلى كونها عارضة أزياء، وخاصة في سنوات مراهقتها. ومع ذلك، ليس من الواضح ما إذا كانت إشاراتها إلى عرض الأزياء تتعلق بحياتها المبكرة في أوروبا أو الفترة التي تلت وصولها إلى الولايات المتحدة. تصف انتقالها من عرض الأزياء إلى أن تصبح طيارًا بقولها إنها كانت «جاهزة لمدرجات أطول» وانتقلت من «مدرج إلى آخر».
في أغسطس 2019، أفاد موقع بيزنس إنسايدر أن الإفادات المقدمة فيما يتعلق بقضية إبستين طعنت في كونها عارضة أزياء. كما طعنت مصادر أخرى في خلفيتها في مجال عرض الأزياء.
بدأت مارسينكو التدريب على الطيران في مدرسة طيران بمطار مقاطعة بالم بيتش بولاية فلوريدا، ومع وجود 250 ساعة في دفتر سجلها، قبلت عرضًا من جيفري إبستين للحصول على تصنيف غلف ستريم الثانية وتم اعتمادها بعد ذلك بوقت قصير. اعتبارًا من 2019، حصلت على ثلاث شهادات تصنيف: للطائرات ذات المحرك الواحد والطائرات متعددة المحركات وطائرات رجال الأعمال المختلفة من جلف ستريم (لديها شهادات فردية).
اشتهرت مارسينكو على وسائل التواصل الاجتماعي تحت مسمى «فتاة غلف ستريم». رفعت شركة غلف ستريم الفضائية دعوى انتهاك علامة تجارية (شركة جلف ستريم إيروسبيس ضد شركة أفيلوب وآخرين) ضدها في 18 نوفمبر 2013. توصلت مارسينكو وجلف ستريم إلى تسوية خارج المحكمة، تم تقديمها في 6 يناير 2014، وبعد ذلك غيرت مارسينكو اسمها عبر الإنترنت إلى «فتاة غلف ستريم».
اعتبارًا من 2019، ظلت الرئيس التنفيذي لشركة الطيران الخاصة بها، أفيللوب، والتي وصفها موقع وايرد بأنها «شركة علامة تجارية غريبة للغاية للطيران، حيث يضم موقعها الإلكتروني لقطات لا تشوبها شائبة لها مع طائرات غلف ستريم.» يقع مقر الشركة في عنوان في نيويورك، وهو في عقار يسيطر عليه مارك إبستين، شقيق جيفري إبستين.

## الارتباط بجيفري إبستين
على مر السنين، أفادت العديد من منافذ الأخبار أن مارسينكو، المعروفة سابقًا باسم نادا مارسينكوفا، عملت كمساعدة طويلة الأمد لجيفري إبستين وكانت طيارًا منتظمًا لما يسمى بلوليتا إكسبريس التابع لإبستين. وقيل إنها كانت واحدة من أربعة من شركاء إبستين (بما في ذلك سارة كيلين وأدريانا روس وليزلي جروف) الذين مُنحوا الحصانة من الملاحقة القضائية في اتفاقية عدم الملاحقة القضائية لإبستين من عام 2008 والتي شهدت قضائه عقوبة تزيد قليلاً عن عام. ذكرت صحيفة الغارديان أن مارسينكوفا استُجوبت في عام 2010 بشأن إبستين، الذي أدين بإغراء فتاة قاصر للدعارة.
في عام 2015، ذكرت صحيفة ديلي تلغراف أن مارسينكو، أثناء الاستجواب بشأن أنشطة جنسية مزعومة لقاصر، «استشهدت بحقها في عدم تجريم نفسها، المحمي بموجب التعديل الخامس للدستور الأمريكي، عندما سُئلت عن دوق يورك»، الذي كان ضيفًا متكررًا على إبستين.
وفقًا لصحيفة ميامي هيرالد، زار مارسينكو إبستين «أكثر من 70 مرة عندما كان رهن الاحتجاز في بالم بيتش»، بعد إدانته الجنائية الأولى.
في عام 2019، في شهادة مكتوبة قدمتها ضحايا إبستين القاصرات، وُصف مارسينكو أيضًا بأنه شجع وشارك في أفعال جنسية مع الفتيات القاصرات، والتي تنطوي أحيانًا على ألعاب جنسية، بناءً على اقتراح إبستين. في إحدى الروايات، وفقًا للشرطة، أخبر إبستين إحدى الضحايا أن مارسينكوفا كانت «عبدة الجنس» لديه، وأن إبستين «اشتراها» عندما كانت تبلغ من العمر 15 عامًا من عائلتها في يوغوسلافيا السابقة، وهو ادعاء قدمه الصحفي فيليب فايس في مجلة نيويورك في عام 2007.
في سبتمبر 2019، ذكرت شبكة سي إن إن أن مارسينكو يمكن اعتبارها «ضحية» لإبستين، وليس «شريكة». ونقلت شبكة سي إن إن عن محاميي مارسينكو قولهم: «مثل الضحايا الآخرين، تعرضت ناديا مارسينكو لصدمة شديدة»، وأنها «تحتاج إلى الوقت لمعالجة ما مرت به وفهمه قبل أن تتمكن من التحدث».

## حياته الشخصية
ولدت نادا مارسينكوفا في شرق تشيكوسلوفاكيا (سلوفاكيا الآن). والدها، بيتر مارسينكو، مهندس معماري من بريشوف، سلوفاكيا.
تم الإبلاغ بشكل غير صحيح أن مارسينكوفا كانت من يوغوسلافيا. وفقًا لوالدها، لم يتم إحضارها كفتاة صغيرة إلى الولايات المتحدة للعيش مع إبستين. بعد مغادرة إبستين، غيرت اسمها إلى ناديا مارسينكو.
يُقال إن مارسينكوفا مفقودة منذ أوائل يناير 2024. وقد يكون اختفاؤها مرتبطًا بإصدار الدفعة الأخيرة من وثائق إبستين في نفس الشهر.

## وصلات خارجية
- أفيللوب موقع الطيران التجاري (بالإنجليزية)